# トラジ (会社)
株式会社トラジは朝鮮風の焼き肉店を展開している会社。トラジは朝鮮語で植物の「キキョウ」（桔梗）の意味で、また有名な民謡「トラジ」もある。

## 概要
金信彦が1995年12月に東京都渋谷区、恵比寿の路地裏に「恵比寿 炭火焼肉トラジ 本店」を創業。
都内を中心に直営店38店舗を運営し、ハワイにも出店。
丸ビルやカレッタ汐留など名だたる商業施設に出店し、焼肉業界のリーディングカンパニーとして躍進している企業。駅ビルや空港などのにも出店しており、2009年のホテルインターコンチネンタル東京ベイへの出店は業界で話題を呼んだ。
タン塩やカルビ、ハラミなどの「厚切り」の発祥はトラジといわれている。

## 沿革
- 1995年12月 - 創業（恵比寿本店開店）
- 1999年6月 - 有限会社キム コーポレーション設立
- 2001年4月 - 株式会社トラジへ組織変更
- 2001年4月 - 晴海トリトン店をオープン。（商業施設初出店）
- 2002年9月 - トラジ Chun-Ha-Chu-Dong（丸ビル店）をオープン。
- 2002年12月 - 焼肉トラジ パラン（カレッタ汐留店）をオープン。
- 2003年11月 - 炭火焼肉トラジ イクスピアリ店をオープン。
- 2004年3月 - 厳選和牛焼肉Ginseng（ジンセン）をオープン。
- 2005年2月 - ハワイ　ワイキキに海外一号店「YAKINIKU TORAJI」をオープン。（海外初出店）
- 2005年2月 - 焼肉トラジ セントレア店（中部国際空港店）をオープン。（空港施設初出店）
- 2005年3月 - 炭火焼肉トラジ 名古屋店をオープン。（駅ビル施設初出店）
- 2006年4月 - 焼肉トラジ 羽田店をオープン。
- 2007年6月 - セントラルキッチンを新木場に移転。
- 2008年3月 - 焼肉トラジ 園 新横浜店をオープン。
- 2009年3月 - 焼肉トラジILSIM（イルシム）/鉄板焼 一心をオープン。（ホテル初出店）